# Manuel "Ciclón" Echeverría
Manuel “El Ciclón” Echeverría (14 de agosto de 1913, San Ignacio, Navojoa, Sonora -  14 de octubre de 1981 en La Paz B.C.S.) fue un beisbolista mexicano, lanzador derecho, apodado "El Ciclón" por su velocidad, que jugó 25 años en 5 ligas mexicanas y una binacional. Miembro del Salón de la Fama del Béisbol Mexicano. En 1935 figuró en la Selección Sonora, ganando en el Distrito Federal al equipo San Luis 5-4.

## Liga Mexicana
En 1939 Lázaro Penagos lo llamó para que alineara con los Cafeteros de Córdoba, que manejaba el cubano Lázaro Salazar, la temporada en que el equipo resultó campeón.  pitcheó, el 21 de junio, en un partido de 19 innings en el cual derrotaron al México de Ernesto Carmona por 3-2. junto con Marcos Valdés Bugarini.
Al siguiente año jugó con el equipo Carta Blanca de Monterrey. En 1941 jugó con Alijadores de Tampico; en 1942 con Azules de Veracruz; 1943 y 44 con Pericos de Puebla; En 1945 estuvo en la Liga Nacional con Cd. Juárez, con quien tuvo excelente temporada con 49 salidas para 19 triunfos en 289 entradas. En 1946 retornó al béisbol de verano con Los Tecolotes de Nuevo Laredo y y en 1953; con los Tuneros de San Luis Potosí, estuvo en 1947. Se despidió de este circuito con Los Diablos Rojos del México. En 1954 jugó su última temporada con el equipo Salamanca, de la Liga Central.

## Liga Costa del Pacífico
En la Liga de la Costa sus cifras son de 82 triunfos y 54 reveses, jugando varias temporadas con los equipos de Naranjeros de Hermosillo y Mayos de Navojoa. Fue pieza clave para el primer campeonato de Hermosillo en la temporada 1946-47. En las primeras cinco temporadas del club de Naranjeros de Hermosillo en la Liga de la Costa, el equipo celebró 278 juegos, lanzando Echeverría en 109 de ellos – o sea, el 39% –con un récord de 54-33, o sea que él solo ganó, el 40% de todos esos partidos del equipo. Con el club Naranjero, tuvo un récord de 135-144 en ganados. Estuvo con Mayos de Navojoa en 1954.

## Liga Sunset
Echeverría estuvo con Águilas de Mexicali de 1948 a 1951 en la Liga Sunset, que era una liga binacional de béisbol entre México y Estados Unidos (México-Arizona y México-Texas), para 69 triunfos y 17 derrotas - 14-2 en 1948; 13-4 en 1949; 28-8 en 1950 y 14-3 en 1951- ponchando a 333 contrincantes y 2.74 de efectividad, Echeverría fue designado un año, el "Jugador Más Valioso" de la liga.
Un día Manuel confesó al historiador Ángel Encinas Blanco:
“En infinidad de ocasiones subí a la loma con fiebre, pero era mi turno y no iba a despreciar ni decepcionar a la fanaticada que tanto me alentaba y ayudaba con su aplauso”,
Murió a los 67 años de edad, de un infarto fulminante cuando lanzaba un partido de softbol en el Estadio Municipal de La Paz, Baja California.

## Reconocimientos
En su honor, el estadio de béisbol de Navojoa, Sonora, inaugurado el 7 de octubre de 1970, lleva su nombre desde el 9 de octubre de 1978. Ingresó al Salón de la Fama del Béisbol en el año de 1982.